# Thôi chanh trắng
Thôi chanh trắng hay còn gọi chân hương, hảo, thù dù, ngô vu, xà lạp (danh pháp khoa học: Tetradium ruticarpum) là một loài thực vật có hoa trong họ Cửu lý hương. Loài này được (A. Juss.) T.G. Hartley miêu tả khoa học đầu tiên năm 1981.
Cây nhỡ cao 4-5cm hay cây gỗ rụng lá. Lá dạng màng, hình mắt chim - nhọn, gân hình tim ở gốc, có khi có góc dạng thuỳ ở đầu hoặc xoan - ngọn ngắn, gốc cụt, thường không cân đối, có khi có lông sét mềm, có khi có điểm tuyến hay gần như nhẵn, rất thay đổi về kích thước và hình dạng, dài 10-20cm. Hoa thành xim lưỡng phân, ở nách lá, với 8-12 hoa có cuống dài bằng hoặc vượt quá cuống lá. Quả hạch dạng bầu dục, hay gần hình cầu, màu nâu đen, ít nạc, có thể dài tới 30mm; hạch có 2 hạt mà 1 cái thường tiêu biến.
Ra hoa tháng 5-8.

## Hình ảnh

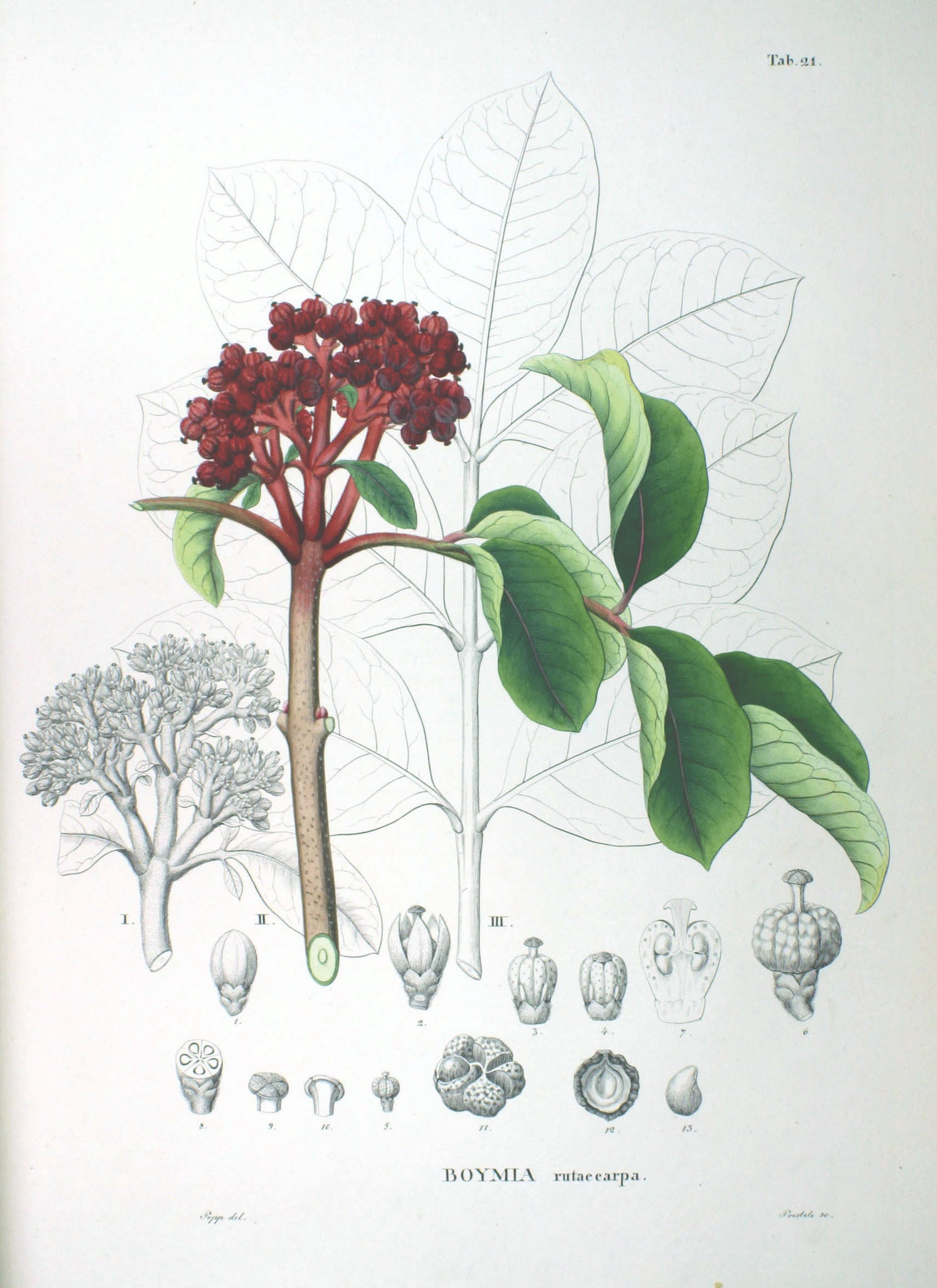